# نیل اتریج
نیل اتریج (انگلیسی: Neil Etheridge؛ زادهٔ ۷ فوریهٔ ۱۹۹۰) بازیکن فوتبال اهل بریتانیا است.
از باشگاه‌هایی که در آن بازی کرده‌است می‌توان به باشگاه فوتبال چارلتون اتلتیک، آکادمی و تیم دوم باشگاه فوتبال چلسی، باشگاه فوتبال فولام، باشگاه فوتبال اولدهام اتلتیک، باشگاه فوتبال لیترهید، باشگاه فوتبال کرو آلکساندرا، باشگاه فوتبال بریستول راورز، و باشگاه فوتبال والسال اشاره کرد.
وی همچنین در تیم‌های ملی فوتبال England national under-16 football team و فیلیپین بازی کرده‌است.